# Varpe
Varpe (Duits: Warna) is een plaats in de Estlandse gemeente Saaremaa, provincie Saaremaa. De plaats heeft de status van dorp (Estisch: küla) en telt 37 inwoners (2021).
Tot in december 2014 hoorde Varpe bij de gemeente Lümanda, daarna tot in oktober 2017 bij de gemeente Lääne-Saare en sindsdien bij de fusiegemeente Saaremaa.
Varpe werd in 1645 voor het eerst genoemd onder de naam Warpe (ook Warpell of Werpe), een nederzetting op het landgoed van Lümanda.